# Melectoides tucumanus
Melectoides tucumanus är en biart som först beskrevs av Heinrich Friese 1906.  Melectoides tucumanus ingår i släktet Melectoides och familjen långtungebin. Inga underarter finns listade i Catalogue of Life.